# Subcorticoccus huonamnis
Subcorticoccus huonamnis är en insektsart som beskrevs av Penny J. Gullan 1999. Subcorticoccus huonamnis ingår i släktet Subcorticoccus och familjen filtsköldlöss. Inga underarter finns listade i Catalogue of Life.